# Olympisch Sportcentrum Suzhou
Het Olympisch Sportcentrum Suzhou (Chinees: 苏州奥林匹克体育中心) is een multifunctioneel stadion in Suzhou, een stad in China. Het sportcomplex ligt in het grotere 'Suzhou Industrial Park', waar zich meerdere faciliteiten (bijvoorbeeld ook een gymzaal, zwembad, atletiekbaan en een zakencentrum) bevinden. In het stadion is plaats voor 45.000 toeschouwers.
De gebouwen op het sportcomplex zijn zo gebouwd dat ze uiterlijk op elkaar lijken. Iedere heeft een golvend dak dat rondom loopt. Het design is van GMP Architekten. Bij de bouw was verder Schlaich Bergermann Partner betrokken. De bouw van het stadion begon op 29 september 2013 en eindigde in 1 september 2018. Het stadion werd officieel geopend in januari 2019. Eerder werd er echter al een wedstrijd gespeeld in oktober 2018, een vriendschappelijke wedstrijd tussen China en India (eindigde in 0–0).
Het stadion zal voor voetbalwedstrijden gebruikt worden. Zo worden de laatste kwalificatiewedstrijden van poule A voor het Wereldkampioenschap voetbal 2022 in dit stadion gespeeld.